# Трамп, Эрик
Эрик Фредерик Трамп (англ. Eric Frederick Trump; род. 6 января 1984, Манхэттен, Нью-Йорк) — американский предприниматель и филантроп, меценат. Третий ребёнок и второй сын 45-го и 47-го Президента США Дональда Трампа и Иваны Трамп.
Исполнительный вице-президент по развитию и поглощениям в «The Trump Organization», работает вместе со своим братом Дональдом-младшим и сестрой Иванкой.

## Ранние годы
Эрик Трамп родился в Нью-Йорке и учился в школе Тринити. Его родители развелись в 1992 году, когда ему было восемь лет. В детстве Трамп проводил лето в чешской сельской местности недалеко от Злина со своими бабушкой и дедушкой по материнской линии. Дед Милош Зелничек, умерший в 1990 году, был инженером. Его бабушка Мария работала на обувной фабрике.
В 2002 году Трамп завершил обучение в школе Хилл. Позднее окончил Джорджтаунский университет в Вашингтоне по специальности «Финансы и менеджмент».
С раннего возраста Трамп сопровождал своего отца на переговорах. Он рассматривал и другие варианты развития карьеры, но всё же решил присоединиться к семейному бизнесу, ещё будучи студентом средней школы.

## Карьера

### The Eric Trump Foundation
В 2007 году основал «The Eric Trump Foundation», которая занималась сбором денежных средств на поддержку Детской исследовательской больницы Св. Иуды в Теннесси.
21 декабря 2016 года Трамп объявил, что с 31 декабря прекратит активный сбор средств для «The Eric Trump Foundation».
Налоговая декларация фонда за 2016 год, поданная под его альтернативным названием «Curetivity Foundation», показывает, что взносы, которые он получил, увеличились с 1,8 миллиона долларов в 2015 году до 3,2 миллиона долларов в 2016 году. Фонд выделил 2,9 миллиона долларов в качестве пожертвований больнице Святого Иуды и небольшие денежные суммы другим благотворительным организациям. При этом, порядка 145 000 долларов было потрачено на поддержание коммерческих объектов Дональда Трампа.

### The Trump Organization
После того как Дональд Трамп был избран на должность президента США, Эрик возглавил «The Trump Organization» — семейный бизнес, являющийся одним из самых крупных частных бизнесов в мире.

## Политическая деятельность
16 июня 2015 года Дональд Трамп дал старт своей президентской кампании. Эрик был ключевым советником и сборщиком средств. Он и его жена выступали на предвыборных митингах во многих штатах.

## Личная жизнь

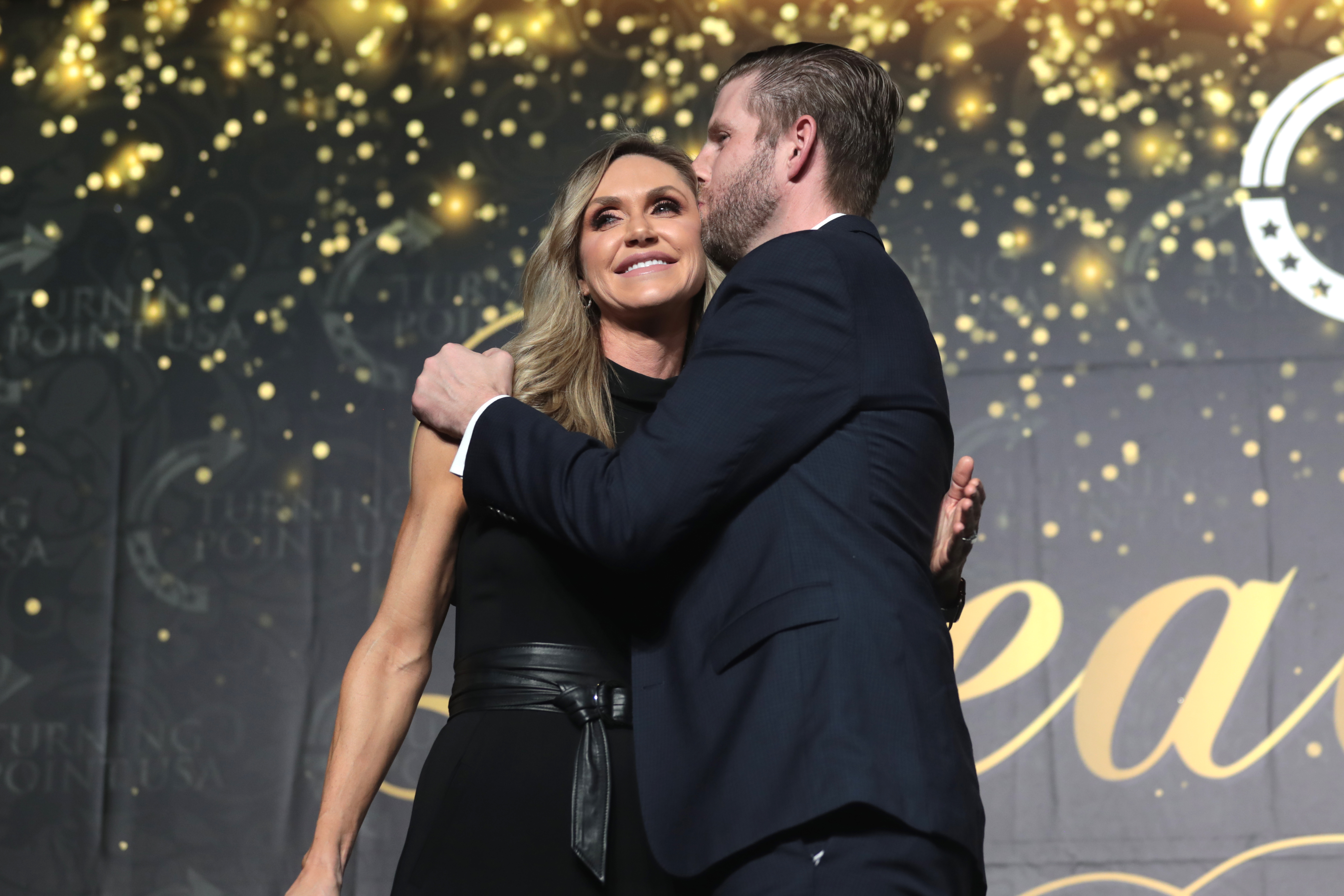
Эрик и Лара Трамп (2020)

С 8 ноября 2014 года Эрик женат на продюсере Ларе Трамп (урожд. Юнаска), с которой он встречался 6 лет до их свадьбы. У супругов есть сын — Эрик Люк Трамп (род. 12 сентября 2017) и дочь — Кэролайна Дороти Трамп (род. 19 августа 2019).